# Ę
O Ę (minúscula: ę) é uma letra (E latino, adicionado de uma cauda ou ogonek) utilizada nos alfabetos polaco, lituano e palauano.
Na língua polonesa, tem o som do ditongo nasal [ɛɰ̃] e é bastante comum em vocábulos da língua. Um exemplo é a palavra piękne (bonito). Outro é o caso acusativo da palavra babcia, que é babcię.
O ogonek em baixo da letra e não deve ser confundido com uma cedilha, o ogonek aponta para frente e a cedilha para trás, além de o ogonek ser usado com vogais.